# De Grote Putting
De Grote Putting is een natuurgebied tussen Hengstdijk, Kloosterzande en Lamswaarde gelegen, in de Nederlandse provincie Zeeland.
Het gebied ligt in de Groote Hengstdijkpolder, een oudlandpolder die reeds vóór 1200 bestond en bedijkt is door de monniken van de Abdij Onze-Lieve-Vrouw Ten Duinen, welke in Kloosterzande het Hof te Zande hadden gesticht. In een deel van de polder verdween de historische indeling bij een ruilverkaveling in 1969.
In dit natuurgebied zijn de oude perceelscheidingen nog intact gebleven. Ze worden gevormd door een netwerk van plassen en slootjes. Het gebied is zeer laaggelegen, tot 1,6 meter beneden NAP. In de zomer is het een weidevogelgenied met grutto, tureluur, kievit en slobeend, in de winter een overwinteringsgebied voor onder meer ganzen. Broedvogels zijn onder meer: Graspieper, veldleeuwerik, blauwborst, rietzanger en rietgors. Ook zijn er lepelaars en kleine zilverreigers te zien.

## Toegankelijkheid
Het gebied is voor het grootste deel niet toegankelijk. Er is een kijkheuvel opgeworpen aan de Karnemelkstraat. Verder kan men deels om het gebied heen lopen.